# Autumn Classic International de 2018
Autumn Classic International de 2018 foi a quinta edição do Autumn Classic International, um evento anual de patinação artística no gelo organizado pelo Skate Canada, e que fez parte do Challenger Series de 2018–19. A competição foi disputada entre os dias 20 de setembro e 22 de setembro, na cidade de Oakville, Ontário, Canadá.

## Eventos
- Individual masculino
- Individual feminino
- Duplas
- Dança no gelo

## Medalhistas
| Evento                        | Ouro                                   | Prata                                            | Bronze                                          |
| Individual masculino detalhes | Yuzuru Hanyu · Japão                   | Cha Jun-hwan · Coreia do Sul                     | Roman Sadovsky · Canadá                         |
| Individual feminino detalhes  | Bradie Tennell · Estados Unidos        | Evgenia Medvedeva · Rússia                       | Maé-Bérénice Méité · França                     |
| Duplas detalhes               | Vanessa James · Morgan Ciprès · França | Kirsten Moore-Towers · Michael Marinaro · Canadá | Haven Denney · Brandon Frazier · Estados Unidos |
| Dança no gelo detalhes        | Kaitlyn Weaver · Andrew Poje · Canadá  | Olivia Smart · Adrián Díaz · Espanha             | Carolane Soucisse · Shane Firus · Canadá        |

## Resultados

### Individual masculino
| Pos.              | Nome                  | Nacionalidade  | Pontos | PC         | PL          |
| ----------------- | --------------------- | -------------- | ------ | ---------- | ----------- |
| Medalha de ouro   | Yuzuru Hanyu          | Japão          | 263.65 | 97.74 (1)  | 165.91 (2)  |
| Medalha de prata  | Cha Jun-hwan          | Coreia do Sul  | 259.78 | 90.56 (2)  | 169.22 (1)  |
| Medalha de bronze | Roman Sadovsky        | Canadá         | 233.86 | 78.14 (4)  | 155.72 (4)  |
| 4                 | Jason Brown           | Estados Unidos | 233.43 | 88.90 (3)  | 144.33 (5)  |
| 5                 | Kévin Aymoz           | França         | 227.12 | 64.19 (8)  | 162.93 (3)  |
| 6                 | Bennet Toman          | Canadá         | 208.19 | 67.58 (7)  | 140.61 (6)  |
| 7                 | Julian Zhi Jie Yee    | Malásia        | 201.29 | 74.86 (5)  | 126.43 (8)  |
| 8                 | Kevin Reynolds        | Canadá         | 198.83 | 68.37 (6)  | 130.46 (7)  |
| 9                 | Mark Gorodnitsky      | Israel         | 187.06 | 63.10 (9)  | 123.96 (9)  |
| 10                | Andrew Dodds          | Austrália      | 161.99 | 52.96 (11) | 109.03 (10) |
| 11                | Conor Stakelum        | Irlanda        | 153.90 | 54.71 (10) | 99.19 (11)  |
| 12                | Harry Mattick         | Reino Unido    | 146.25 | 50.99 (12) | 95.26 (12)  |
| 13                | Adonis Wai Chung Wong | Hong Kong      | 140.70 | 47.29 (14) | 93.71 (13)  |
| 14                | Yamato Rowe           | Filipinas      | 137.17 | 45.85 (16) | 91.32 (14)  |
| 15                | Jordan Dodds          | Austrália      | 135.08 | 46.49 (15) | 88.59 (15)  |
| 16                | Chadwick Wang         | Singapura      | 127.99 | 40.99 (17) | 87.00 (16)  |
| 17                | Samuel Mcallister     | Irlanda        | 126.31 | 47.89 (13) | 78.42 (17)  |
| 18                | Diego Saldana         | México         | 105.86 | 37.17 (18) | 68.69 (18)  |
| WD                | Donovan Carrillo      | México         | —      | — (WD)     |             |

### Individual feminino
| Pos.              | Nome                    | Nacionalidade    | Pontos | PC         | PL         |
| ----------------- | ----------------------- | ---------------- | ------ | ---------- | ---------- |
| Medalha de ouro   | Bradie Tennell          | Estados Unidos   | 206.41 | 69.26 (2)  | 137.15 (1) |
| Medalha de prata  | Evgenia Medvedeva       | Rússia           | 204.89 | 70.98 (1)  | 133.91 (2) |
| Medalha de bronze | Maé-Bérénice Méité      | França           | 178.89 | 58.23 (3)  | 120.66 (3) |
| 4                 | Kailani Craine          | Austrália        | 167.84 | 56.20 (6)  | 111.64 (4) |
| 5                 | Wakaba Higuchi          | Japão            | 167.01 | 57.54 (4)  | 109.47 (5) |
| 6                 | Alicia Pineault         | Canadá           | 159.70 | 53.47 (9)  | 107.23 (6) |
| 7                 | Starr Andrews           | Estados Unidos   | 159.63 | 56.70 (5)  | 102.93 (7) |
| 8                 | Alexia Paganini         | Suíça            | 157.82 | 56.07 (7)  | 101.75 (8) |
| 9                 | Yura Matsuda            | Japão            | 143.02 | 47.75 (12) | 95.27 (9)  |
| 10                | Brooklee Han            | Austrália        | 130.44 | 54.05 (8)  | 76.39 (12) |
| 11                | Andrea Montesinos Cantu | México           | 128.15 | 43.25 (15) | 84.90 (10) |
| 12                | Eliška Březinová        | República Tcheca | 128.05 | 51.26 (10) | 76.19 (13) |
| 13                | Josefin Taljegard       | Suécia           | 127.96 | 47.32 (13) | 80.64 (11) |
| 14                | Niki Wories             | Países Baixos    | 116.00 | 48.86 (11) | 67.84 (16) |
| 15                | Netta Schreiber         | Israel           | 114.90 | 41.86 (16) | 73.04 (15) |
| 16                | Sofia Del Rio           | México           | 109.40 | 43.86 (14) | 65.54 (18) |
| 17                | Lee Eun-seo             | Coreia do Sul    | 103.77 | 30.06 (19) | 73.71 (14) |
| 18                | Brooke Tamepo           | Nova Zelândia    | 96.69  | 30.61 (18) | 66.08 (17) |
| 19                | Anastassiya Khvan       | Cazaquistão      | 93.63  | 33.66 (17) | 59.97 (19) |
| 20                | Sarah Isabella Bardua   | Nova Zelândia    | 82.03  | 25.41 (22) | 56.62 (20) |
| 21                | Eva Dögg Sæmundsdóttir  | Islândia         | 79.87  | 28.82 (20) | 51.05 (22) |
| 22                | Julia Gretarsdottir     | Islândia         | 79.62  | 26.69 (21) | 52.93 (21) |
| WD                | Amanda Stan             | Romênia          | —      | — (WD)     |            |

### Duplas
| Pos.              | Nome                                    | Nacionalidade  | Pontos | PC        | PL         |
| ----------------- | --------------------------------------- | -------------- | ------ | --------- | ---------- |
| Medalha de ouro   | Vanessa James / Morgan Ciprès           | França         | 210.21 | 73.81 (1) | 136.40 (1) |
| Medalha de prata  | Kirsten Moore-Towers / Michael Marinaro | Canadá         | 176.32 | 64.73 (2) | 111.59 (2) |
| Medalha de bronze | Haven Denney / Brandon Frazier          | Estados Unidos | 164.43 | 61.91 (3) | 102.52 (3) |
| 4                 | Jessica Calalang / Brian Johnson        | Estados Unidos | 150.63 | 50.25 (4) | 100.38 (4) |
| 5                 | Lori-Ann Matte / Thierry Ferland        | Canadá         | 121.44 | 46.66 (5) | 74.78 (5)  |

### Dança no gelo
| Pos.              | Nome                                | Nacionalidade | Pontos | DR        | DL         |
| ----------------- | ----------------------------------- | ------------- | ------ | --------- | ---------- |
| Medalha de ouro   | Kaitlyn Weaver / Andrew Poje        | Canadá        | 197.27 | 76.53 (1) | 120.74 (1) |
| Medalha de prata  | Olivia Smart / Adrián Díaz          | Espanha       | 171.41 | 67.35 (2) | 104.06 (2) |
| Medalha de bronze | Carolane Soucisse / Shane Firus     | Canadá        | 166.24 | 65.38 (3) | 100.86 (4) |
| 4                 | Wang Shiyue / Liu Xinyu             | China         | 165.06 | 63.57 (4) | 101.49 (3) |
| 5                 | Chen Hong / Sun Zhuoming            | China         | 148.74 | 56.87 (5) | 91.87 (5)  |
| 6                 | Molly Lanaghan / Dmitre Razgulajevs | Canadá        | 138.97 | 53.01 (6) | 85.96 (6)  |
| 7                 | Teodora Markova / Simon Daze        | Bulgária      | 106.13 | 43.26 (7) | 62.87 (7)  |

## Quadro de medalhas
| Ordem | País           | Medalha de ouro | Medalha de prata | Medalha de bronze |    | Ordem por total |
| ----- | -------------- | --------------- | ---------------- | ----------------- | -- | --------------- |
| 1     | Canadá         | 1               | 1                | 2                 | 4  | 1               |
| 2     | Estados Unidos | 1               |                  | 1                 | 2  | 2               |
| 2     | França         | 1               |                  | 1                 | 2  | 2               |
| 4     | Japão          | 1               |                  |                   | 1  | 4               |
| 5     | Coreia do Sul  |                 | 1                |                   | 1  | 4               |
| 5     | Espanha        |                 | 1                |                   | 1  | 4               |
| 5     | Rússia         |                 | 1                |                   | 1  | 4               |
| TOTAL | TOTAL          | 4               | 4                | 4                 | 12 | —               |